# Décret du 15 mars 1790
Décrets du 4, 6, 7, 8 et 11 août 1789
Abolition du régime féodal Décret du 3 mai 1790
Définition des conditions de rachats des droits féodaux
Par le décret du 15 mars 1790, l'Assemblée nationale traite de l'abolition des privilèges seigneuriaux et féodaux. Le décret est « formé de la réunion de plusieurs décrets partiels » (nous dirions, aujourd'hui, de leur codification) : les décrets respectivement du 24, 25, 26 et 27 février, 1er, 3, 4, 6, 8, 10, 11 et 15 mars 1790. Sanctionné par lettres-patentes, le 28 mars 1790, le décret du 15 mars 1790 devint le décret des 15-28 mars 1790 « relatif aux droits féodaux »,.
Son préambule résume ainsi les décrets des 4, 6, 7, 8 et 11 août 1789 : « aux termes de l'article 1er [des] décrets des 4, 6, 7, 8 et 11 août 1789, le régime féodal est entièrement détruit ; [...] à l'égard des droits et devoirs féodaux ou censuels, ceux qui dépendaient ou étaient représentatifs, soit de la mainmorte personnelle ou réelle, soit de la servitude personnelle, sont abolis sans indemnité ; [...] en même temps, tous les autres droits sont maintenus jusqu'au rachat par lequel il a été permis aux personnes qui en sont grevées de s'en affranchir, et qu'il a été réservé de développer par une loi particulière les effets de la destruction du régime féodal, ainsi que la distinction des droits abolis d'avec les droits rachetables ».
Son titre Ier précise les « effets généraux de la destruction du régime féodal » ; son titre II énumère les « droits seigneuriaux qui sont supprimés sans indemnité » ; et son titre III, les « droits seigneuriaux rachetables ».

### Les conditions du tiers état devenues insupportables

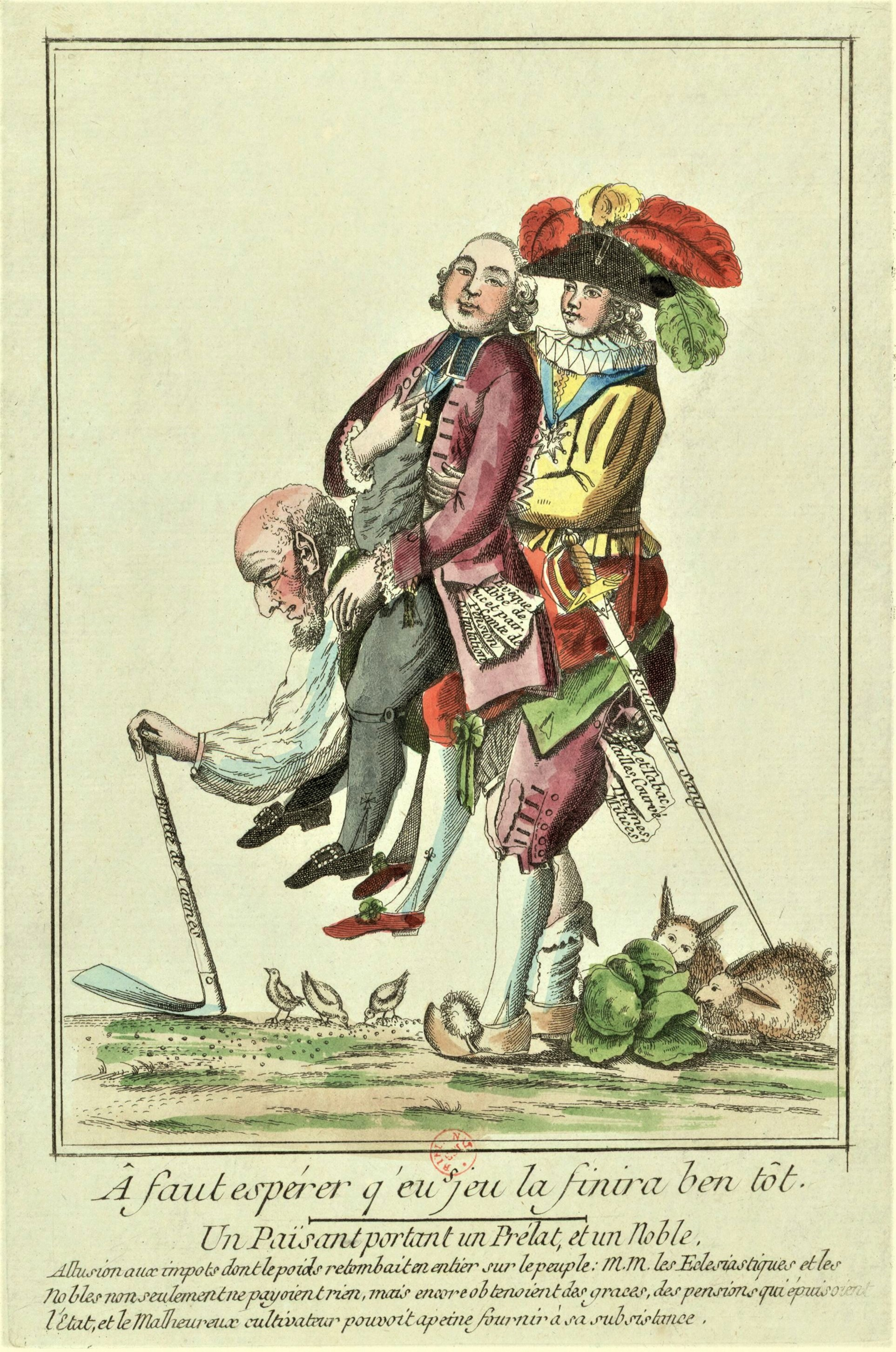
Eau-forte en couleur intitulée : « Â faut espérer q'eu s jeu la finira ben tôt »
Un païsan portant un Prélat et un Noble.
Allusion aux impôts dont le poids retombait en entier sur le peuple : M.M. les Eclésiastiques et les Nobles non seulement ne payoient rien, mais encore obtenoient des graces, des pensions qui épuisoient l'État et le Malheureux cultivateur pouvoit a peine fournir à sa subsistance.
Caricature anonyme, Paris, mai 1789

## Texte
Merci de procéder au transfert en conservant l'historique. 

### PRÉAMBULE
L'ASSEMBLÉE NATIONALE, considérant qu'aux termes de l'article 1er de ses décrets des 4, 6, 7, 8 et 11 août 1789, le régime féodal est entièrement détruit ; qu'à l'égard des droits et devoirs féodaux ou censuels, ceux qui dépendaient ou étaient représentatifs, soit de la mainmorte personnelle ou réelle, soit de la servitude personnelle, sont abolis sans indemnité ; qu'en même temps, tous les autres droits sont maintenus jusqu'au rachat par lequel il a été permis aux personnes qui en sont grevées de s'en affranchir, et qu'il a été réservé de développer par une loi particulière les effets de la destruction du régime féodal, ainsi que la distinction des droits abolis d'avec les droits rachetables, a DÉCRÉTÉ et DÉCRÈTE ce qui suit :

### TITRE I: Des effets généraux de la destruction du régime féodal

#### Article1er
Toutes distinctions honorifiques, supériorité et puissance résultant du régime féodal, sont abolies ; quant à ceux des droits utiles qui subsisteront jusqu'au rachat, ils sont entièrement assimilés aux simples rentes et charges foncières.

#### Article 2
La foi et hommage, et tout autre service purement personnel, auxquels les vassaux censiers et tenanciers ont été assujettis jusqu'à présent, sont abolis.

#### Article 3
Les fiefs qui ne devaient que la bouche et les mains, ne sont plus soumis à aucun aveu ni reconnaissance.

#### Article 4
Quant aux fiefs qui sont grevés de devoirs utiles ou de profits rachetables, et aux censives, il en sera fourni par les redevables de simples reconnaissances passées à leurs frais, par-devant tels notaires qu'ils voudront choisir, avec déclaration expresse des confins et de la contenance ; et ce, aux mêmes époques, en la même forme et de la même manière que sont reconnus, dans les différentes provinces et lieux du royaume, les autres droits fonciers, par les personnes qui en sont chargées.

#### Article 5
En conséquence, les formes ci-devant usitées des reconnaissances par aveux et dénombrements, déclarations à terrier, gages-pleiges, plaids et assises, sont abolis ; et il est défendu à tout propriétaire de fiefs de continuer aucuns terriers, gages-pleiges ou plaids et assises commencés avant la publication du présent décret.

#### Article 6
En attendant qu'il ait été prononcé sur les droits de contrôle, il ne pourra être perçu, pour le contrôle des reconnaissances mentionnées dans l'article 4, de plus forts droits que ceux auxquels étaient soumis les déclarations à terrier et autres actes abolis par l'article 5.

#### Article 7
Toutes saisies féodales et censuelles et droits de commise sont abolis ; mais les propriétaires des droits féodaux et censuels non supprimés sans indemnité, pourront exercer les actions, contraintes, exécutions, privilèges et préférences qui, par le droit commun, les différentes coutumes et statuts des lieux, appartiennent à tous premiers bailleurs de fonds.

#### Article 8
Tous les droits féodaux et censuels, ensemble toutes les rentes, redevance et autres droits qui sont rachetables par leur nature ou par l'effet des décrets du 4 août 1789 et jours suivants, seront, jusqu'à leur rachat et à compter de l'époque qui sera déterminée par l'article 33 du titre II du présent décret, soumis pour le principal à la prescription que les différentes lois et coutumes du royaume ont établie, relativement aux immeubles réels ; sans rien innover, quant à présent, à la prescription des arrérages.

#### Article 9
Les lettres de ratification établies par l'édit du mois de juin 1771 continueront de n'avoir d'autre effet sur les droits féodaux et censuels, que d'en purger les arrérages, jusqu'à ce qu'il ait été pourvu par une nouvelle loi à un régime uniforme et commun à toutes les rentes et charges foncières pour la conservation des privilèges et hypothèques.

#### Article 10
Le retrait féodal, le retrait censuel, le droit de prélation féodale ou censuelle, et le droit de retenue seigneuriale, sont abolis.

#### Article 11
Tous privilèges, toute féodalité et nobilité de biens étant détruits, les droits d'aînesse et de masculinité à l'égard des fiefs, domaines et alleux nobles, et les partages inégaux à raison de la qualité des personnes, sont abolis. En conséquence, toutes les successions, tant directes que collatérales, tant mobilières qu'immobilières, qui écherront, à compter du jour de la publication du présent, seront, sans égard à l'ancienne qualité noble des biens et des personnes, partagées entre les héritiers, suivant les lois, statuts et coutumes qui règlent les partages entre tous les citoyens ; toutes lois et coutumes à ce contraires sont abrogées et détruites.
Seront exceptés ceux qui sont actuellement mariés ou veufs avec enfants, lesquels, dans les partages à faire entre eux et leurs cohéritiers de toutes les successions mobilières et immobilières, directes et collatérales, qui pourront leur échoir, jouiront de tous les avantages que leur attribuent les anciennes lois.
Les puînés et les filles, dans les coutumes où ils ont eu jusqu'à présent sur les biens tenus en fief plus d'avantage que sur les biens non féodaux, continueront de prendre dans les ci-devant fiefs les parts à eux assignées par lesdites coutumes, jusqu'à ce qu'il ait été déterminé un mode définitif et uniforme de succession pour tout le royaume.

#### Article 12
La garde royale, la garde seigneuriale et le déport de minorité sont abolis.

#### Article 13
Sont pareillement abolis tous les effets que les coutumes, statuts et usages avaient fait résulter de la qualité féodale ou censuelle des biens, soit par rapport au douaire, soit pour la forme d'estimer les fonds, et généralement pour tout autre objet, quel qu'il soit ; sans néanmoins comprendre dans la présente disposition, en ce qui concerne le douaire, les femmes actuellement mariées ou veuves, et sans rien innover, quant à présent, aux dispositions des coutumes de nantissement, relativement à la manière d'hypothéquer et aliéner les héritages ; lesquelles continueront, ainsi que les édits et déclarations qui les ont expliquées, étendues ou modifiées, d'être exécutées suivant leur forme et teneur, jusqu'à ce qu'il en ait été autrement ordonné.

### TITRE II: Des droits seigneuriaux qui sont supprimés sans indemnité

#### Article1er
La mainmorte personnelle, réelle ou mixte, la servitude d'origine, la servitude personnelle du possesseur des héritages tenus en mainmorte réelle, celle de corps et de poursuite, les droits de taille personnelle, de corvées personnelles, d'échute, de vide-main, le droit prohibitif des aliénations et dispositions à titre de vente, donation entre vifs ou testamentaire, et tous les autres effets de la mainmorte réelle, personnelle ou mixte, qui s'étendaient sur les personnes ou les biens, sont abolis sans indemnité.

#### Article 2
Néanmoins, tous les fonds ci-devant tenus en mainmorte réelle ou mixte continueront d'être assujettis aux autres charges, redevances, tailles ou corvées réelles dont ils étaient précédemment grevés.

#### Article 3
Lesdits héritages demeureront pareillement assujettis aux droits dont ils pouvaient être tenus en cas de mutation par vente, pourvu néanmoins que lesdits droits ne fussent pas des compositions à la volonté du propriétaire du fief dont ils étaient mouvants, et n'excédassent point ceux qui ont accoutumé être dus par les héritages non mainmortables tenus en censive dans la même seigneurie, ou suivant la coutume.

#### Article 4
Tous les actes d'affranchissement par lesquels la mainmorte réelle ou mixte aura été convertie sur les fonds ci-devant affectés de cette servitude, en redevances foncières et en droits de lods aux mutations, seront exécutés selon leur forme et teneur ; à moins que lesdites charges et droits de mutations ne se trouvassent excéder les charges et droits usités dans la même seigneurie, ou établis par la coutume ou l'usage général de la province, relativement aux fonds non mainmortables tenus en censive.

#### Article 5
Dans le cas où les droits et charges réelles mentionnés dans les deux articles précédents se trouveraient excéder le taux qui est indiqué, ils y seront réduits ; et sont entièrement supprimés les droits et charges qui ne sont représentatifs que de servitudes purement personnelles.

#### Article 6
Seront néanmoins les actes d'affranchissement faits avant l’époque fixée par l'article 33 ci-après, moyennant une somme de deniers, ou pour l'abandon d'un corps d'héritage certain, soit par les communautés, soit par les particuliers, exécutés suivant leur forme et teneur.

#### Article 7
Toutes les dispositions ci-dessus concernant la mainmorte auront également lieu en Bourbonnais et en Nivernais pour les tenures en bordelage, et en Bretagne pour les tenures en mote et en quevaise ; à l'égard des tenures en domaines congéables, il y sera statué par une loi particulière.

#### Article 8
Les droits de meilleur-cartel ou morte-main, de taille à volonté, de taille ou d'indire aux quatre cas, de cas impérieux et d'aide seigneuriale, sont supprimés sans indemnité.

#### Article 9
Tous droits qui, sous la dénomination de feu, cheminée, feux allumants, feu mort, fouage, monéage, bourgeoisie, congé, chiennage, gîte aux chiens, ou autre quelconque, sont perçus par les seigneurs sur les personnes, sur les bestiaux, on à cause de la résidence, sans qu'il soit justifié qu'ils sont dus, soit par les fonds invariablement, soit pour raison de concessions d'usages ou autres objets, sont abolis sans indemnité.

#### Article 10
Sont pareillement abolis sans indemnité :
1° Les droits de guet et de garde, de chassipolence, ensemble les droits qui ont pour objet l'entretien des clôtures et fortifications des bourgs et des châteaux, ainsi que les rentes ou redevances qui en sont représentatives, quoique affectées sur des fonds, s'il n'est pas prouvé que ces fonds ont été concédés pour causes de ces rentes ou redevances ;
2° Les droits de pulvérage levés sur les troupeaux passant dans les chemins publics des seigneurs ;
3° Les droits qui, sous la dénomination de banvin, vet-du-vin, étanche ou autre quelconque, emportaient pour un seigneur la faculté de vendre seul et exclusivement aux habitants de sa seigneurie, pendant un certain temps de l'année, ses vins ou autres boissons et denrées quelconques.

#### Article 11
Les droits connus en Auvergne et autres provinces sous le nom de cens en commande ; en Flandre, en Artois et en Cambrésis, sous celui de gave, gavenne ou gaule ; en Hainaut, sous celui de poursoin ; en Lorraine, sous celui de sauvement ou sauve-garde ; en Alsace, sous celui d’avourie ; et généralement tous les droits qui se payaient ci-devant, en quelque lieu du royaume et sous quelque dénomination que ce fût, en reconnaissance et pour prix de la protection des seigneurs, sont abolis sans indemnité, sans préjudice des droits qui, quoique perçus sous les mêmes dénominations, seraient justifiés avoir pour cause des concessions de fonds.

#### Article 12
Les droits sur les achats, ventes, importations et exportations de biens meubles, de denrées et de marchandises, tels que les droits de cinquantième, centième ou autre denier du prix des meubles ou bestiaux vendus, les lods et ventes, treizième et autres droits sur les vassaux, sur les bois et arbres futaies, têtards et fruitiers, coupés ou vendus pour être coupés, sur les matériaux des bâtiments démolis ou vendus pour être démolis ; les droits d'accise sur les comestibles, le droit de leyde ou dîme sur les poissons, les droits de bouteillage, de wingeld ou autres sur les vins et autres boissons, les impôts et billots seigneuriaux et autres de même nature, sont abolis sans indemnité.

#### Article 13
Les droits de péage, de long et de travers, passage, halage, pontonnage, barrage, châmage, grande et petite coutume, tonlieu, et tous autres droits de ce genre, ou qui en seraient représentatifs, de quelque nature qu'ils soient et sous quelque dénomination qu'ils puissent être perçus, par terre ou par eau, soit en matière, soit en argent, sont supprimés sans indemnité ; en conséquence, les possesseurs desdits droits sont déchargés des prestations pécuniaires et autres obligations auxquelles ils pouvaient être assujettis pour raison de ces droits.

#### Article 14
Il sera pourvu par les assemblées administratives à l'entretien des ouvrages dont quelques-uns desdits droits sont grevés.

#### Article 15
Sont exceptés, quant à présent, de la suppression prononcée par l'article 13 :
1° Les octrois autorisés qui se perçoivent sous aucune des dénominations comprises dans ledit article, soit au profit du trésor public, soit au profit des provinces, villes, communautés d'habitants ou hôpitaux ;
2° Les droits de bac et de voiture d'eau ;
3° Ceux des droits énoncés dans ledit article qui ont été concédés pour dédommagement de frais de construction de canaux et autres travaux ou ouvrages d'art construits sous cette condition ;
4° Les péages accordés à titre d'indemnité à des propriétaires légitimes de moulins, usines ou bâtiments et établissements quelconques supprimés pour raison de l'utilité publique.

#### Article 16
Tous les droits exceptés par l'article précédent continueront provisoirement d'être perçus suivant les titres et les tarifs de leur création primitive, reconnus et vérifiés par les départements des lieux où ils se perçoivent, jusqu'à ce que, sur leur avis, il ait été statué définitivement à cet égard ; et, à cet effet, les possesseurs desdits droits seront tenus, dans l'année, à compter de la publication du présent décret, de représenter leurs titres auxdits départements ; à défaut de quoi, les perceptions demeureront suspendues.

#### Article 17
Les droits d'étalonnage, minage, muyage, menage, leude, leyde, puginère, bichenage, levage, petite coutume, sexterage, coponage, copel, coupe, cartelage, stellage, sciage, palette, aunage, étale, étalage, quintalage, poids et mesures, et autres droits qui en tiennent lieu, et généralement tous droits, soit en nature, soit en argent, perçus sous le prétexte de poids, mesures, marque, fourniture ou inspection de mesures, ou mesurage de grains, grenailles, sel, et toutes autres denrées ou marchandises, ainsi que sur leur étalage, vente ou transport dans l'intérieur du royaume, de quelque espèce qu'ils soient, ensemble tous les droits qui en seraient représentatifs, sont supprimés sans indemnité ; sans préjudice néanmoins des droits qui, quoique perçus sous les mêmes dénominations, seraient justifiés avoir pour cause des concessions de fonds.

#### Article 18
Les étalons, matrices et poinçons qui servaient à l'étalonnage des poids et mesures, seront remis au municipalités des lieux, qui en paieront la valeur et pourvoiront à l'avenir gratuitement à l'étalonnage et vérification des poids et mesures.

#### Article 19
Les droits connus sous le nom de coutume, hallage, havage, cohue, et généralement tous ceux qui étaient perçus en nature ou en argent, à raison de l'apport ou du dépôt des grains, viandes, bestiaux, poissons, et autres denrées et marchandises, dans les foires, marchés, places ou halles, de quelque nature qu'ils soient, ainsi que les droits qui en seraient représentatifs, sont aussi supprimés sans indemnité ; mais les bâtiments et halles continueront d'appartenir à leurs propriétaires, sauf à eux à s'arranger à l'amiable, soit pour le loyer, soit pour l'aliénation, avec les municipalités des lieux ; et les difficultés qui pourraient s'élever à ce sujet seront soumises à l'arbitrage des assemblées administratives.

#### Article 20
N'est pas compris, quant à présent, dans la suppression prononcée par l'article précédent, le droit de la caisse des marchés de Sceaux et de Poissy.

#### Article 21
En conséquence des dispositions de articles 18 et 19, le mesurage et poids des farines, grains, denrées et marchandises dans les maisons particulières, sera libre dans toute l'étendue du royaume, à la charge de ne pouvoir se servir que de poids et mesures étalonnés et légaux; et quant au service des places et marchés publics, il y sera pourvu par les municipalités des lieux, qui, sous l'autorisation des assemblées administratives, fixeront la rétribution juste et modérée des personnes employées au pesage et mesurage.

#### Article 22
Tous droits qui, sous prétexte de permission donnée par les seigneurs pour exercer des professions, arts ou commerces, ou pour des actes qui, par le droit naturel et commun, sont libres à tout le monde, sont supprimés sans indemnité.

#### Article 23
Tous les droits de banalité de fours, moulins, pressoirs, boucheries, taureaux, verrats, forges et autres, ensemble les sujétions qui y sont accessoires, ainsi que les droits de verte-moute et de vent, le droit prohibitif de la quête-mouture ou chasse-des-meuniers, soit qu'ils soient fondés sur la coutume ou sur un titre acquis par prescription, ou confirmés par des jugements, sont abolis et supprimés sans indemnité, sous les seules exceptions ci-après.

#### Article 24
Sont exceptées de la suppression ci-dessus, et seront rachetables :
1° Les banalités qui seront prouvées avoir été établies par une convention souscrite entre une communauté d'habitants et un particulier non seigneur ;
2° Les banalités qui seront prouvées avoir été établies par une convention souscrite par une communauté d'habitants et son seigneur, et par laquelle le seigneur aura fait à la communauté quelque avantage de plus que de s'obliger à tenir perpétuellement en état les moulins, fours ou autres objets banaux ;
3° Celles qui seront prouvées avoir eu pour cause une concession faite par le seigneur à la communauté des habitants, de droits d'usage dans ses bois ou prés, ou de communes en propriété.

#### Article 25
Toute redevance ci-devant payée par les habitants, à titre d'abonnement des banalités, de la nature de celles ci-dessus supprimées sans indemnité, et qui n'étaient point dans le cas des exceptions portées par l'article précédent, est abolie et supprimée sans indemnité.

#### Article 26
Il est fait défenses aux ci-devant baniers d'attenter à la propriété des moulins, pressoirs, fours et autres objets de la banalité, desquels ils sont affranchis par l'article 23 ; ladite propriété est mise sous la sauvegarde de la loi, et il est enjoint aux municipalités de tenir la main à ce qu'elle soit respectée.

#### Article 27
Toutes les corvées, à la seule exception des réelles, sont supprimées sans indemnité ; et ne seront réputées corvées réelles que celles qui seront prouvées être dues pour prix de la concession de la propriété d'un fonds ou d'un droit réel.

#### Article 28
Toutes sujétions qui, par leur nature, ne peuvent apporter à celui auquel elles sont dues aucune utilité réelle, sont abolies et supprimées sans indemnité.

#### Article 29
Lorsque les possesseurs des droits conservés par les articles 9, 10, 11, 15, 17, 24 et 27 ci-dessus, ne seront pas en état de représenter de titre primitif, ils pourront y suppléer par deux reconnaissances conformes, énonciatives d'une plus ancienne, non contredites par des reconnaissances antérieures données par la communauté des habitants, lorsqu'il s'agira de droits généraux, et par les individus intéressés, lorsqu'elles concerneront des droits particuliers, pourvu qu'elles soient soutenues d'une possession actuelle qui remonte sans interruption à quarante ans, et qu'elles rappellent, soit les conventions, soit les concessions mentionnées dans les articles III.

#### Article 30
Le droit de triage, établi par l'article 4 du titre XXV de l'ordonnance des eaux et forêts de 1669, est aboli pour l'avenir.

#### Article 31
Tous édits, déclarations, arrêts du conseil et lettres patentes, rendus depuis trente ans, tant à l'égard de la Flandre et de l'Artois, qu'à l'égard de toutes les autres provinces du royaume, qui ont autorisé le triage hors des cas permis par l'ordonnance de 1669, demeureront à cet égard comme non avenus, et tous les jugements rendus et actes faits en conséquences sont révoqués. Et pour rentrer en possession des portions de leurs biens communaux dont elles ont été privées par l'effet desdits édits, déclarations, arrêts et lettres patentes, les communautés seront tenues de se pourvoir, dans l'espace de cinq ans, par-devant les tribunaux, sans pouvoir prétendre aucune restitution de fruits perçus, sauf à les faire entrer en compensation, dans le cas où il y aurait lieu à des indemnités pour cause d'impenses.

#### Article 32
Le droit de tiers-denier est aboli dans les provinces de Lorraine, du Barrois, du Clermontois et autres où il pourrait avoir lieu, à l'égard des bois et autres biens qui sont possédés en propriété par les communautés ; mais il continuera d'être perçu sur le prix des ventes des bois et autres biens dont les communautés ne sont qu'usagères.
Les arrêts du conseil et lettres patentes qui, depuis trente ans, ont distrait, au profit de certains seigneurs desdites provinces, des portions des bois et autres biens dont les communautés jouissent à titre de propriété ou d'usage, sont révoqués ; et les communautés pourront dans le temps, et par les voies indiquées par l'article précédent, rentrer dans la jouissance desdites portions, sans aucune répétition des fruits perçus, sauf aux seigneurs à percevoir le droit de tiers-denier dans le cas ci-dessus exprimé.

#### Article 33
Toutes les dispositions ci-dessus, à l'exception de celles de l'article 11 du titre Ier, et des articles 13, 17 et 19 du présent titre, qui ne seront exécutées que du jour de la publication du présent décret, auront leur effet à compter du jour de la publication des lettres patentes du 3 novembre 1789.

#### Article 34
Tous procès intentés et non décidés par jugement en dernier ressort avant les époques respectives fixées par l'article précédent, relativement à des droits abolis sans indemnité par le présent décret, ne pourront être jugés que pour les frais des procédures faites et les arrérages échus antérieurement à ces époques.

#### Article 35
Au surplus, il n'est point préjudicié aux actions intentées ou à intenter par les communautés d'habitants pour raison des biens communaux non compris dans les articles 31 et 32 du présent titre, lesquelles seront décidées, même sur instance en cassation d'arrêt, conformément aux lois antérieures au présent décret.

#### Article 36
Il ne pourra être prétendu par les personnes qui ont ci-devant acquis de particuliers, par vente ou autre litre équipollent à vente, des droits abolis parle présent décret, aucune indemnité ni restitution de prix ; et à l'égard de ceux desdits droits qui ont été acquis du domaine de l'État, il ne pourra être exigé par les acquéreurs d'autre indemnité que la restitution, soit des finances par eux avancées, soit des autres objets ou biens par eux cédés à l'État.

#### Article 37
II sera libre aux fermiers qui ont ci-devant pris à bail aucun des mêmes droits, sans mélange d'autres biens ou de droits conservés jusqu'au rachat, de remettre leurs baux ; et dans ce cas, ils ne pourront prétendre d'autre indemnité que la restitution des pots-de-vin et la décharge des loyers ou fermages, au prorata de la non-jouissance causée par la suppression desdits droits.
Quant à ceux qui ont pris à bail aucuns droits abolis conjointement avec d'autres biens ou avec des droits rachetables, ils pourront seulement demander une réduction de leurs pots-de-vin et fermages proportionnée à la quotité des objets frappés de suppression.

#### Article 38
Les preneurs à rente d'aucuns droits abolis ne pourront pareillement demander qu'une réduction proportionnelle de redevances dont ils sont chargés, lorsque les baux contiendront, outre les droits abolis, des bâtiments, immeubles ou autres droits dont la propriété est conservée, ou qui sont simplement rachetables; et dans le cas où les baux à rente ne comprendraient que des droits abolis, les preneurs seront seulement déchargés des rentes, sans pouvoir prétendre aucune indemnité ni restitution de denier d'entrée.

#### Article 39
Il est réservé de prononcer, s'il y a lieu :
1° Sur ceux des droits féodaux maritimes à l'égard desquels il n'a pas été statué par les articles précédents ;
2° Sur les droits de voirie, déshérence, bâtardise, épaves, amendes, afforage, taverne, tabellionage et autres dépendant de celui de justice ;
3° Sur les indemnités dont la nation pourrait être chargée envers les propriétaires de certains fiefs d'Alsace, d'après les traités qui ont réuni cette province à la France.

### TITRE III: Des droits seigneuriaux rachetables

#### Article1er
Seront simplement rachetables, et continueront d'être payés jusqu'au rachat effectué, tous les droits et devoirs féodaux ou censuels utiles qui sont le prix et la condition d'une concession primitive de fonds.

#### Article 2
Et sont présumés tels, sauf la preuve contraire :
1° Toutes les redevances seigneuriales annuelles en argent, grains, volailles, cire, denrées ou fruits de la terre, servis sous la dénomination de cens, censives, sur-cens, capcasal, rentes féodales, seigneuriales et emphytéotiques, champart, tasque, terrage, arrage, agrier, comptant, soëté, dîmes inféodées, ou sous toute autre dénomination quelconque, qui ne se paient et ne sont dues que par le propriétaire ou possesseur d'un fonds, tant qu'il est propriétaire ou possesseur, et à raison de la durée de sa possession.
2° Tous les droits casuels qui, sous les noms de quint, requint, treizième, lods et treizains, lods et ventes, ventes et issues, mi-lods, rachats, venteroles, reliefs, relevoison, plaids et autres dénominations quelconques, sont dus à cause des mutations survenues dans la propriété ou la possession d'un fonds, par le vendeur, l'acheteur, les donataires, les héritiers et tous autres ayants-cause du précédent propriétaire ou possesseur.
3° Les droits d’accapte, arrière-accapte et autres semblables, dus tant à la mutation des ci-devant seigneurs qu'à celle des propriétaires ou possesseurs.

#### Article 3
Les contestations sur l'existence ou la quotité des droits énoncés dans l'article précédent, seront décidées d'après les preuves autorisées par les statuts, coutumes et règles observées jusqu'à présent ; sans néanmoins que, hors de coutumes qui en disposent autrement, l'enclave puisse servir de prétexte pour assujettir un héritage à des prestations qui ne sont point énoncées dans les titres directement applicables à cet héritage, quoiqu'elles le soient dans les titres relatifs aux héritages dont il est environné et circonscrit.

#### Article 4
Lorsqu'il y aura, pour raison d'un même héritage, plusieurs titres ou reconnaissances, le moins onéreux au tenancier sera préféré, sans avoir égard au plus ou moins d'ancienneté de leur date, sauf l'action en blâme ou réformation de la part du ci-devant seigneur contre celles desdites reconnaissances qui n'en seront pas encore garanties par la prescription, lorsqu'il n'y aura été partie ni en personne, ni par un fondé de procuration.

#### Article 5
Aucune municipalité, aucune administration de district ou de département, ne pourront, à peine de nullité, de prise à partie et de dommages-intérêts, prohiber la perception d'aucun des droits seigneuriaux dont le paiement sera réclamé, sous prétexte qu'ils se trouveraient implicitement ou explicitement supprimés sans indemnité, sauf aux parties intéressées à se pourvoir par les voies de droit ordinaires devant les juges qui doivent en connaître.

#### Article 6
Les propriétaires de fiefs dont les archives et les titres auraient été brûlés ou pillés à l'occasion des troubles survenus depuis le commencement de l'année 1789, pourront, en faisant preuve du fait tant par titres que par témoins, dans les trois années de la publication du présent décret, être admis à établir, soit par acte, soit par la preuve testimoniale d'une possession de trente ans antérieure à l'incendie ou pillage, la nature et la quotité de ceux des droits non supprimés sans indemnité qui leur appartenaient.

#### Article 7
La preuve testimoniale dont il vient d'être parlé ne pourra être acquise que par dix témoins, lorsqu'il s'agira d'un droit général, et par six témoins dans les autres cas.

#### Article 8
Les propriétaires de fiefs qui auraient, depuis l'époque énoncée dans l'article 6, renoncé par crainte ou violence à la totalité ou à une partie de leurs droits non supprimés par le présent décret, pourront, en se pourvoyant également dans les trois années, demander la nullité de leur renonciation, sans qu'il soit besoin de lettres de rescision ; et après ce terme, ils n'y seront plus reçus, même en prenant des lettres de rescision.

#### Article 9
Il sera incessamment pris une détermination relativement au mode et au prix du rachat des droits conservés, sans préjudice du paiement qui sera fait des rentes, redevances et droits échus et à échoir jusqu'au jour du rachat.

## Portée et limites
Le décret du 15 mars 1790 prétend « détruire entièrement le régime féodal ». En réalité, ce sont les droits seigneuriaux plus que les droits féodaux qui sont abolis. L'essentiel des droits féodaux sont quant à eux non pas supprimés mais rendus rachetables. Certes le décret déclare abolis les droits féodaux qui ne seraient pas justifiés par une concession primitive de fonds. Mais le décret précise également que la « preuve contraire » (prouver l'absence de concession de fonds) est à la charge de celui souhaitant l'abolition des droits. Et comme le paysan n'est pas en mesure d'apporter une telle preuve, le principe énoncé par le décret est sans véritable effet,,,,.
« 
L’Assemblée (...) affirme, avec une énergie extrême, que le seigneur sera présumé avoir fait cette concession de fonds, tant que le tenancier n’aura pas apporté la preuve contraire. Cet article (l’article 2 du titre II de la loi du 15 mars) a pour objet trois espèces de droits, savoir : les droits fixes (comme la rente foncière, payée tous les ans), les droits casuels dus à la mutation des propriétaires et les droits casuels dus tant à la mutation des propriétaires qu’à celle des seigneurs (c’est en réalité l’ensemble des droits onéreux qui pèsent sur les paysans)... Ces trois espèces de droits ont cela de commun qu’ils ne sont jamais dus à raison des personnes, mais uniquement à raison des fonds et parce qu’on possède des fonds qui en sont grevés. Cet article soumet ces droits à deux dispositions générales.
La première que dans la main de celui qui possède (et dont la possession est accompagnée de tous les caractères et de toutes les conditions requises en cette matière par les anciennes lois, coutumes, statuts ou règles), ils sont présumés être le prix d’une concession primitive de fonds.
La seconde que cette présomption peut être détruite par l’effet d’une preuve contraire, mais que cette preuve contraire est à la charge du redevable et que, si le redevable ne peut pas y parvenir, la présomption légale reprend toute sa force et le condamne à continuer le payement...
C’était la condamnation des paysans à perpétuité. Car comment leur eût-il été possible de fournir la preuve contraire ? La preuve négative est toujours malaisée à administrer. Le seigneur, lui, était dispensé de fournir la preuve positive. Il était dispensé de produire le titre primitif en vertu duquel ses ascendants avaient concédé un fonds de terre, moyennant une redevance perpétuelle et féodale.
Pour le seigneur, la possession valait titre. Comment le paysan pourra-t-il renverser ce titre ? Comment pourra-t-il établir qu’à l’origine, dans le lointain obscur et profond des siècles, ses pauvres aïeux n’avaient pas reçu ces fonds de terre du seigneur, mais qu’ils avaient été astreints à une redevance féodale, soit parce que le seigneur leur avait avancé de l’argent et avait abusé de sa qualité de créancier pour les lier d’une chaîne de vassalité indéfinie, soit simplement parce que le seigneur avait usé envers eux de violence et de menaces, soit enfin parce qu’ils étaient esclaves et serfs et que le droit féodal est la rançon de leur liberté ?
Demander aux paysans de remonter ainsi le sombre cours de l’histoire, c’est demander aux cailloux, lentement usés par les eaux, la source inconnue du torrent.
 »
— Jean Jaurès, Histoire socialiste de la Révolution française : La législative
Il a fallu d'ailleurs attendre le décret du 17 juillet 1793, pour que l'Assemblée nationale abolisse tous les privilèges féodaux sans indemnité en contrepartie.

## Sources et références
1. 1 2  Assemblée nationale, Collection complète des lois, décrets, ordonnances, règlemens avis du Conseil d'état, publiée sur les éditions officielles du Louvre, Chez Baudouin, imprimeur de l'Assemblée nationale, Paris, 1834
2. 1 2  Assemblée nationale, Décret de l'Assemblée Nationale concernant les droits féodaux, du 15 mars 1790, Chez Baudouin, imprimeur de l'Assemblée nationale, Paris, 15 mars 1790
3. 1 2  Université de Perpignan, Abolition du régime féodal, consulté le 13/11/2016
4. ↑  Jean Jaurès, Histoire socialiste de la Révolution française : La Législative, Éditions Rouff, 1901-1908 (lire en ligne)
5. ↑  Jacques Guilhaumou, L'Avènement des porte-parole de la république (1789-1792), Villeneuve-d'Ascq, Presses universitaires du Septentrion, 1998
6. ↑  Philippe Sagnac, La législation civile de la Révolution française (1789-1804). Essai d'histoire sociale, Paris, Hachette, 1898
7. ↑  Alphonse Aulard, La Révolution française et le régime féodal, Paris, Librairie Félix Alcan, 1919